# Агроскин, Иосиф Ильич
Иосиф Ильич Агроскин (1900, Хотимск, Смоленская губерния — 1968) — советский учёный-мелиоратор, доктор технических наук, профессор, заслуженный деятель науки и техники РСФСР.

## Биография
Родился 7 марта 1900 г. в местечке Хотимск Смоленской губернии (сейчас территория Белоруссии) в семье конторского служащего.
Окончил среднее Горецкое землемерно-агрономическое училище (1919), гидромелиоративный факультет Горецкого сельскохозяйственного института (1924), землеустроительный факультет Белорусской сельскохозяйственной академии (1926).
Трудовая деятельность:
- 1920—1921 специалист по сельскому хозяйству Сальского окружного земельного отдела Донской области
- 1924—1927 младший ассистент кафедры гидромелиорации Белорусской сельскохозяйственной академии
- 1927—1929 младший ассистент кафедры земпроектирования, затем кафедры гидравлики Сибирского института сельского хозяйства и лесоводства (Омск).
- 1929—1940 начальник гидромелиоративного отделения, с 1934 декан гидромелиоративного факультета Омского института организации территории. Профессор, доктор технических наук (1938), зав. кафедрой.
- (по совместительству) начальник Техотдела, затем главный инженер Западно-Сибирского Мелиоводстроя (1927—1933), декан гидромелиоративного факультета (1933—1937), зам. директора, затем директор Омского сельскохозяйственного института (1937—1939).
- С апреля 1946 г. по апрель 1948 г. заместитель Министра высшего образования СССР,
- 1948—1955 директор Московского гидромелиоративного института.
- с 1955 г. на научно-преподавательской работе в МГМИ.

Депутат ВС РСФСР (1938—47). Делегат 18 съезда ВКП(б) (1939).
Похоронен на Донском кладбище.

## Избранные труды
- Гидравлика [Текст] : Учеб. для вузов / И. И. Агроскин. — Омск : Изд-во ОмСХИ, 1935. — 314 с.
- Гидравлика каналов [Текст] : научное издание / И. И. Агроскин. — М. ; Л. : Госэнергоиздат, 1940. — 159 с.
- Гидравлический расчет каналов [Текст] : (Метод абстрактной модели) / И. И. Агроскин. — Омск : [б. и.], 1934. — 100 с.

## Награды
- Орден Ленина (5 ноября 1944) — за выдающиеся заслуги в деле подготовки специалистов для народного хозяйства и культурного строительства
- Орден Трудового Красного Знамени
- Заслуженный деятель науки и техники РСФСР (1966)
- Малая Золотая медаль ВСХВ (29.10.1955)
- Большая Серебряная медаль ВСХВ (24.07.1956)
- Медаль